# Kip Keino Classic 2021
Das 2. Kip Keino Classic war eine Leichtathletik-Veranstaltung, die am 18. September 2021 im Nyayo National Stadium in der kenianischen Hauptstadt Nairobi stattfand. Die Veranstaltung war Teil der World Athletics Continental Tour und zählte zu den Gold-Meetings, der höchsten Kategorie dieser Leichtathletik-Serie und war die einzige Station auf afrikanischen Boden auf der Tour 2021.

## Resultate

### Männer

#### 100 m
| Platz | Athlet             | Land | Zeit (s) |
| ----- | ------------------ | ---- | -------- |
| 1     | Trayvon Bromell    | USA  | 09,76 MR |
| 2     | Ferdinand Omanyala | KEN  | 09,77 AR |
| 3     | Justin Gatlin      | USA  | 10,03    |
| 4     | Mouhamadou Fall    | FRA  | 10,04    |
| 5     | Kyree King         | USA  | 10,11    |
| 6     | Mike Rodgers       | USA  | 10,20    |
| 7     | Amaury Golitin     | FRA  | 10,27    |
| 8     | Jerry Jakpa        | NGR  | 10,36    |

Wind: +1,2 m/s

#### 200 m
| Platz | Athlet                | Land | Zeit (s)    |
| ----- | --------------------- | ---- | ----------- |
| 1     | Fred Kerley           | USA  | 19,76 MR PB |
| 2     | Isaac Makwala         | BOT  | 20,06       |
| 3     | Filippo Tortu         | ITA  | 20,11       |
| 4     | Ramil Guliyev         | TUR  | 20,38       |
| 5     | Sinesipho Dambile     | RSA  | 20,39       |
| 6     | Mouhamadou Fall       | FRA  | 20,52       |
| 7     | Tazana Kamanga-Dyrbak | DEN  | 21,17       |
| 8     | Aldrich Bailey        | USA  | 23,57       |

Wind: +2,0 m/s

#### 800 m
| Platz | Athlet                    | Land | Zeit (min) |
| ----- | ------------------------- | ---- | ---------- |
| 1     | Noah Kibet                | KEN  | 1:44,97    |
| 2     | Collins Kipruto           | KEN  | 1:45,68    |
| 3     | Cornelius Tuwei           | KEN  | 1:45,90    |
| 4     | Michael Saruni            | KEN  | 1:45,97    |
| 5     | Ferguson Cheruiyot Rotich | KEN  | 1:46,22    |
| 6     | Erik Sowinski             | USA  | 1:46,28    |
| 7     | Aurèle Vandeputte         | BEL  | 1:46,30    |
| 8     | Abedin Mujezinović        | BIH  | 1:47,23    |
| 9     | Wesley Vázquez            | PUR  | 1:48,80    |
|       | Shem Simatwo (Pacemaker)  | KEN  | DNF        |

#### 1500 m
| Platz | Athlet                | Land | Zeit (min) |
| ----- | --------------------- | ---- | ---------- |
| 1     | Vincent Kibet Keter   | KEN  | 3:35,99    |
| 2     | Abdelatif Sadiki      | MAR  | 3:36,63    |
| 3     | Adehana Kasaye        | ETH  | 3:38,18    |
| 4     | Youssouf Hiss Bachir  | DJI  | 3:39,07    |
| 5     | Melkamu Zegeye Webu   | ETH  | 3:42,12    |
| 6     | Boaz Kiprugut         | KEN  | 3:43,25    |
| 7     | Aregawi Berhane       | ETH  | 3:44,36    |
| 8     | Awaleh Hared Binyamin | DJI  | 3:51,92    |
| 9     | Ali Chebures          | UGA  | 3:56,76    |

#### 5000 m
| Platz           | Athlet               | Land | Zeit (min) |
| --------------- | -------------------- | ---- | ---------- |
| 1               | Jacob Krop           | KEN  | 13:23,50   |
| 2               | Nicholas Kimeli      | KEN  | 13:23,99   |
| 3               | Benson Kiplangat     | KEN  | 13:25,28   |
| 4               | Habtom Samuel        | ERI  | 13:31,10   |
| 5               | Raynold Kipkorir     | KEN  | 13:39,07   |
| 6               | Emmanuel Kiprop      | KEN  | 13:43,78   |
| 7               | Brian Kipkorir       | KEN  | 13:48,99   |
| 8               | Michael Kibet        | KEN  | 13:49,80   |
| 9               | Mike Kiplangat       | KEN  | 13:57,06   |
| 10              | Samuel Kibet         | UGA  | 13:58,07   |
| 11              | Godfrey Musanga      | KEN  | 13:58,86   |
| 12              | Edward Pingua Zakayo | KEN  | 14:02,25   |
|                 | Charles Rotich       | KEN  | DNF        |
| Vincent Letting | KEN                  | DNF  |            |

#### 3000 m Hindernis
| Platz | Athlet                 | Land | Zeit (min) |
| ----- | ---------------------- | ---- | ---------- |
| 1     | Soufiane el-Bakkali    | MAR  | 8:21,20    |
| 2     | Abraham Kibiwot        | KEN  | 8:22,33    |
| 3     | Chala Beyo             | ETH  | 8:23,37    |
| 4     | Amos Serem             | KEN  | 8:25,30    |
| 5     | Samuel Firewu          | ETH  | 8:32,38    |
| 6     | Benjamin Kigen         | KEN  | 8:40,26    |
| 7     | Moses Kibet            | KEN  | 8:43,21    |
| 8     | Vincent Kipchumba      | KEN  | 8:44,01    |
| 9     | Wilberforce Kones      | KEN  | 8:46,18    |
| 10    | Nicholas Kiptonui Bett | KEN  | 8:46,43    |

#### Hammerwurf
| Platz | Athlet                | Land | Weite (m) |
| ----- | --------------------- | ---- | --------- |
| 1     | Paweł Fajdek          | POL  | 79,19 MR  |
| 2     | Wojciech Nowicki      | POL  | 77,99     |
| 3     | Mychajlo Kochan       | UKR  | 74,75     |
| 4     | Serghei Marghiev      | MDA  | 74,33     |
| 5     | Juryj Wassiltschanka  | BLR  | 73,14     |
| 6     | Dániel Rába           | HUN  | 72,28     |
| 7     | Tshepang Makhethe     | RSA  | 70,26     |
| 8     | Allan Cumming         | RSA  | 68,27     |
| 9     | Sachar Machrossenka   | BLR  | 67,65     |
| 10    | Dominic Ondigi Abunda | KEN  | 57,19     |
| 11    | Adelbert Museveni     | KEN  | 46,87     |

#### Speerwurf
| Platz | Athlet            | Land | Weite (m) |
| ----- | ----------------- | ---- | --------- |
| 1     | Aljaksej Katkawez | BLR  | 82,65 MR  |
| 2     | Johan Grobler     | RSA  | 77,79     |
| 3     | Timothy Herman    | BEL  | 77,73     |
| 4     | Ihab Abdelrahman  | EGY  | 77,42     |
| 5     | Alex Kiprotich    | KEN  | 75,78     |
| 6     | Mart Ten Berge    | NED  | 74,32     |
| 7     | Dejan Mileusnić   | BIH  | 72,60     |
| 8     | Duncan Kinyanjui  | KEN  | 68,44     |
| 9     | Simon Wieland     | SUI  | 65,28     |

### Frauen

#### 200 m
| Platz | Athlet             | Land | Zeit (s) |
| ----- | ------------------ | ---- | -------- |
| 1     | Christine Mboma    | NAM  | 22,39 MR |
| 2     | Marie-Josée Ta Lou | CIV  | 22,98    |
| 3     | Aminatou Seyni     | NIG  | 23,33    |
| 4     | Shashalee Forbes   | JAM  | 23,91    |
| 5     | Leni Shida         | UGA  | 24,14    |
| 6     | Mathilde Kramer    | DEN  | 24,58    |
| 7     | Monica Safania     | KEN  | 25,85    |
|       | Cara Nnenya Hailey | USA  | DNF      |

Wind: +0,2 m/s

#### 800 m
| Platz | Athlet                      | Land | Zeit (min) |
| ----- | --------------------------- | ---- | ---------- |
| 1     | Mary Moraa                  | KEN  | 2:00,11 MR |
| 2     | Halimah Nakaayi             | UGA  | 2:00,63    |
| 3     | Noélie Yarigo               | BEN  | 2:02,98    |
| 4     | Eglay Nafuna Nalyanya       | KEN  | 2:03,50    |
| 5     | Mebriht Mekonen             | ETH  | 2:03,55    |
| 6     | Naomi Korir                 | KEN  | 2:03,74    |
| 7     | Vivian Chebet               | KEN  | 2:03,83    |
| 8     | Déborah Rodríguez           | URU  | 2:05,07    |
| 8     | Sheila Chepkosgei           | KEN  | 2:07,65    |
|       | Janeth Jepkoech (Pacemaker) | KEN  | DNF        |

#### 1500 m
| Platz | Athlet                 | Land | Zeit (min) |
| ----- | ---------------------- | ---- | ---------- |
| 1     | Faith Kipyegon         | KEN  | 4:02,40 MR |
| 2     | Hirut Meshesha         | ETH  | 4:03,01    |
| 3     | Freweyni Gebreezibeher | ETH  | 4:04,39    |
| 4     | Judy Kiyeng            | KEN  | 4:06,09    |
| 5     | Axumawit Embaye        | ETH  | 4:06,95    |
| 6     | Edinah Jebitok         | KEN  | 4:07,65    |
| 7     | Wezam Hareifoyo        | ETH  | 4:07,86    |
| 8     | Kassie Wubrist         | ETH  | 4:08,97    |
| 9     | Winny Chebet           | KEN  | 4:08,98    |
| 10    | Mercy Cherono          | KEN  | 4:09,64    |
| 11    | Gela Hambese Degafa    | ETH  | 4:20,67    |
| 12    | Purity Chepkirui       | KEN  | 4:21,01    |

#### 5000 m
| Platz | Athlet                     | Land | Zeit (min)  |
| ----- | -------------------------- | ---- | ----------- |
| 1     | Margaret Chelimo Kipkemboi | KEN  | 14:55,27 MR |
| 2     | Eva Cherono                | KEN  | 15:12,16    |
| 3     | Lilian Kasait Rengeruk     | KEN  | 15:17,71    |
| 4     | Loice Chemnung             | KEN  | 15:28,27    |
| 5     | Meskerem Mamo              | ETH  | 15:37,48    |
| 6     | Alemaz Samuel              | ETH  | 16:06,50    |
| 7     | Rahel Daniel               | ERI  | 16:19,24    |
| 8     | Meselu Berhe               | ETH  | 16:40,35    |
| 9     | Jackline Chepwogen Rotich  | KEN  | 16:55,01    |
| 10    | Prisca Chesang             | UGA  | 17:33,20    |

#### 3000 m Hindernis
| Platz | Athlet                      | Land | Zeit (min) |
| ----- | --------------------------- | ---- | ---------- |
| 1     | Celliphine Chepteek Chespol | KEN  | 09:30,55   |
| 2     | Fancy Cherono               | KEN  | 09:32,50   |
| 3     | Jackline Chepkoech          | KEN  | 09:33,64   |
| 4     | Daisy Jepkemei              | KEN  | 09:38,74   |
| 5     | Purity Kirui                | KEN  | 09:52,88   |
| 6     | Lomi Muleta                 | ETH  | 09:53,10   |
| 7     | Mercy Chepkurui             | KEN  | 10:00,14   |
| 8     | Anna Tropina                | ANA  | 10:00,53   |
| 9     | Natalija Strebkowa          | UKR  | 10:13,32   |
| 10    | Ikram Ouaaziz               | MAR  | 11:23,52   |
|       | Joyce Munai                 | KEN  | DNF        |

#### Weitsprung
| Platz | Athletin              | Land | Weite (m) |
| ----- | --------------------- | ---- | --------- |
| 1     | Milica Gardašević     | SRB  | 6,68 MR w |
| 2     | Magdalena Żebrowska   | POL  | 6,52 w    |
| 3     | Alina Rotaru-Kottmann | ROU  | 6,50      |
| 4     | Taliyah Brooks        | USA  | 6,44      |
| 5     | Eliane Martins        | BRA  | 6,31      |
| 6     | Tähti Alver           | EST  | 6,30 w    |
| 7     | Gloria Mbaika Mulei   | KEN  | 5,67      |
| 8     | Petronilla Mwombe     | KEN  | 5,61      |
|       | Yariadmis Argüelles   | POR  | NM        |

#### Hammerwurf
| Platz | Athletin              | Land | Weite (m) |
| ----- | --------------------- | ---- | --------- |
| 1     | Katrine Koch Jacobsen | DEN  | 71,09 MR  |
| 2     | Alexandra Tavernier   | FRA  | 69,62     |
| 3     | Zalina Petrivskaia    | MDA  | 69,32     |
| 4     | Vanessa Sterckendries | BEL  | 68,68     |
| 5     | Iryna Klymez          | UKR  | 68,19     |
| 6     | Réka Gyurátz          | HUN  | 67,90     |
| 7     | Mayra Gaviria         | COL  | 66,87     |
| 8     | Nastassja Maslawa     | BLR  | 65,59     |
| 9     | Nicole Zihlmann       | SUI  | 65,15     |
| 10    | Marga Cumming         | RSA  | 64,60     |
| 11    | Veronika Kaňuchová    | SVK  | 61,84     |
| 12    | Nastassja Kalamojez   | BLR  | 60,06     |
| 13    | Janee' Kassanavoid    | USA  | 58,02     |
| 14    | Lucy Anyango Omondi   | KEN  | 45,61     |
| 15    | Rebecca Kerubo        | KEN  | 43,15     |